# Biuro ONZ ds. Rozbrojenia
Biuro ONZ ds. Rozbrojenia (ang. United Nations Office for Disarmament Affairs, UNODA) – organ ONZ założony w styczniu 1998 jako Departament ds. Rozbrojenia, część projektu reformy ONZ przedstawiony przez ówczesnego sekretarza generalnego Kofiego Annana Zgromadzeniu Ogólnemu w lipcu 1997. Jego celem jest promowanie rozbrojenia jądrowego, proliferacji oraz wzmocnienie rozbrojenia w odniesieniu do wszystkich rodzajów broni, głównie broni biologicznej, chemicznej i konwencjonalnej.

## Byli Wysocy Przedstawiciele ds. Rozbrojenia
- Jayantha Dhanapala w latach 1998–2003,
- Nobuyasu Abe w latach 2003–2006,
- Nobuaki Tanaka w latach 2006–2007,
- Sergio de Queiroz Duarte w latach 2007–2012,
- Angela Kane w latach 2012–2015,
- Kim Won-soo w latach 2015–2017,
- Izumi Nakamitsu od 2017.